# Борбена дејства Херцеговачког корпуса Војске Републике Српске 1992. године (књига)
Борбена дејства Херцеговачког корпуса Војске Републике Српске 1992. године је историјска студија чија су тема ратни изазови са којима су се херцеговачки Срби суочавали током најтеже ратне године на овом простору. Ова књига објављена је 2024. године у издању Републичког центра за истраживање рата, ратних злочина и тражење несталих лица. Њен аутор је историчар Георгије Вулић. Рецензенти овог дјела су проф. др Горан Латиновић, проф. др Драгиша Васић и мср Предраг Лозо.

## О аутору
Георгије Вулић рођен је 1999. године у Требињу. Основну школу и гимназију завршио је у Билећи. Историју је дипломирао 2022. године на Филозофском факултету Универзитета у Бањој Луци. Проглашен је најбољим студентом овог факултета за академску 2021/2022. годину и награђен је Златном значком универзитета у Бањој Луци. Мастер студије завршио је на истом факултету 2024. године. Бави се темама из историје Републике Српске, као и истраживањем српског страдања у Другом свјетском рату. Ради као истраживач виши сарадник на Институту историјских наука Универзитета у Источном Сарајеву. Учестовао је на више домаћих и међународних научних конференција.

## О књизи
Књига „Борбена дејства Херцеговачког корпуса ВРС 1992. године“ дио је едиције „Путеви слободе“, коју је покренуо Републички центар за истраживање рата, ратних злочина и тражење несталих лица са циљем да презентује ратни пут Војске Републике Српске. Ово дјело је резултат обимног истраживања историјских извора и релевантне литературе. Аутор је настојао да представи ратна дешавања у Херцеговини током прве, али уједно и најдраматачније ратне годину за српски народ на овом простору. Књига представља и покушај да се од заборава сачувају они који су своје животе положили за одбрану Републике Српске. Одлазак снага ЈНА оставио је велику празнину у војном распореду у Херцеговини, што је довело до изузетно тешке ситуације за српски народ на овом простору. Тада је херцеговачким Србима једино било преостало да се војнички самоорганизују и бране од хрватско-муслиманских снага, чијим акцијама је у великој мјери координисао политички и војни врх Хрватске, нарочито током 1992. године. Такав расплет ситуације довео је до стварања Херцеговачког корпуса Војске Републике Српске у мају 1992. године. До краја прве ратне године његове јединице су из изузетно тешког положаја и дефанзиве успјеле прећи на активна дејства, у којима су имале знатног успјеха. Потребно је било свега пар мјесеци да од војске која се налазила у потпуном расулу, највећим дијелом због одласка ЈНА, настану добро организоване и дисциплиноване јединице Херцеговачког корпуса. У књизи је посебна пажња посвећена паду долине Неретве и Брегаве током хрватско-муслиманске операције „Чагаљ“, бици за Подвележје и успостваљању линија на мостарско-невесињском ратишту, одбрани Требиња, као и Митровданској офанзиви из новембра 1992. године. Били су то неки од кључних догађаја у ратом захваћеној Херцеговини током прве ратне године. Осим наведених борбених дејстава, у књизи су представљене и бројне друге борбе које су водиле јединице Херцеговачког корпуса у поменутом периоду. Аутор је извео закључак да војним организовањем, оличеним у стварању Херцеговачког корпуса Војске Републике Српске, српски народ овог простора није дозволио да над њим поново буде извршен геноцид, као што је то био случај у Другом свјетском рату. Тиме су одбрањене и јужне границе Републике Српске.